# 蔵前入用
蔵前入用（くらまえにゅうよう）とは、江戸時代に江戸幕府直轄領（天領）に対してかけられた高掛三役と呼ばれる特別税のうちの一つ。直轄領の年貢の納付先である浅草御蔵をはじめとする幕府御蔵の維持・運営経費の捻出を名目とした。
元禄2年（1689年）に関東では村高100石につき金1分（1/4両）、上方では村高100石につき銀15匁納付が命じられ、5年後の元禄7年（1694年）に勘定奉行によって公式に規定された。ただし、五街道や脇往還の宿場町及び助郷義務を負っていた村に対しては免除された。また、宝暦6年（1756年）以後には5割以下の不作となった地域に対しても免除されたが、基本的には江戸幕府滅亡後の明治5年（1872年）の廃止までの182年にわたって元禄7年の制がそのまま維持された。